# Agave wercklei
Agave wercklei är en sparrisväxtart som beskrevs av Frédéric Albert Constantin Weber och Karl Carl Wercklé. Agave wercklei ingår i släktet Agave och familjen sparrisväxter.
Artens utbredningsområde är Costa Rica. Inga underarter finns listade i Catalogue of Life.

## Bildgalleri

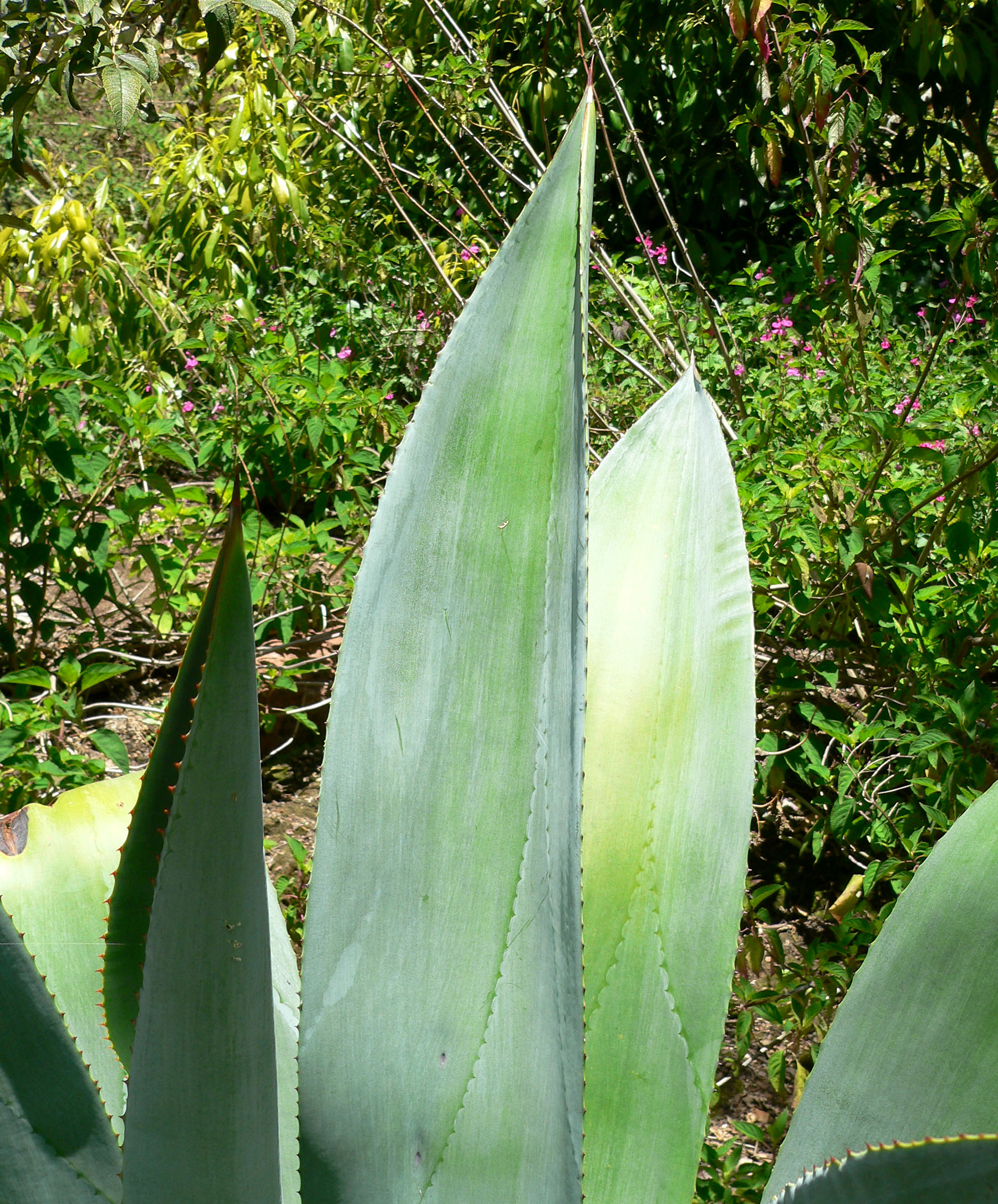
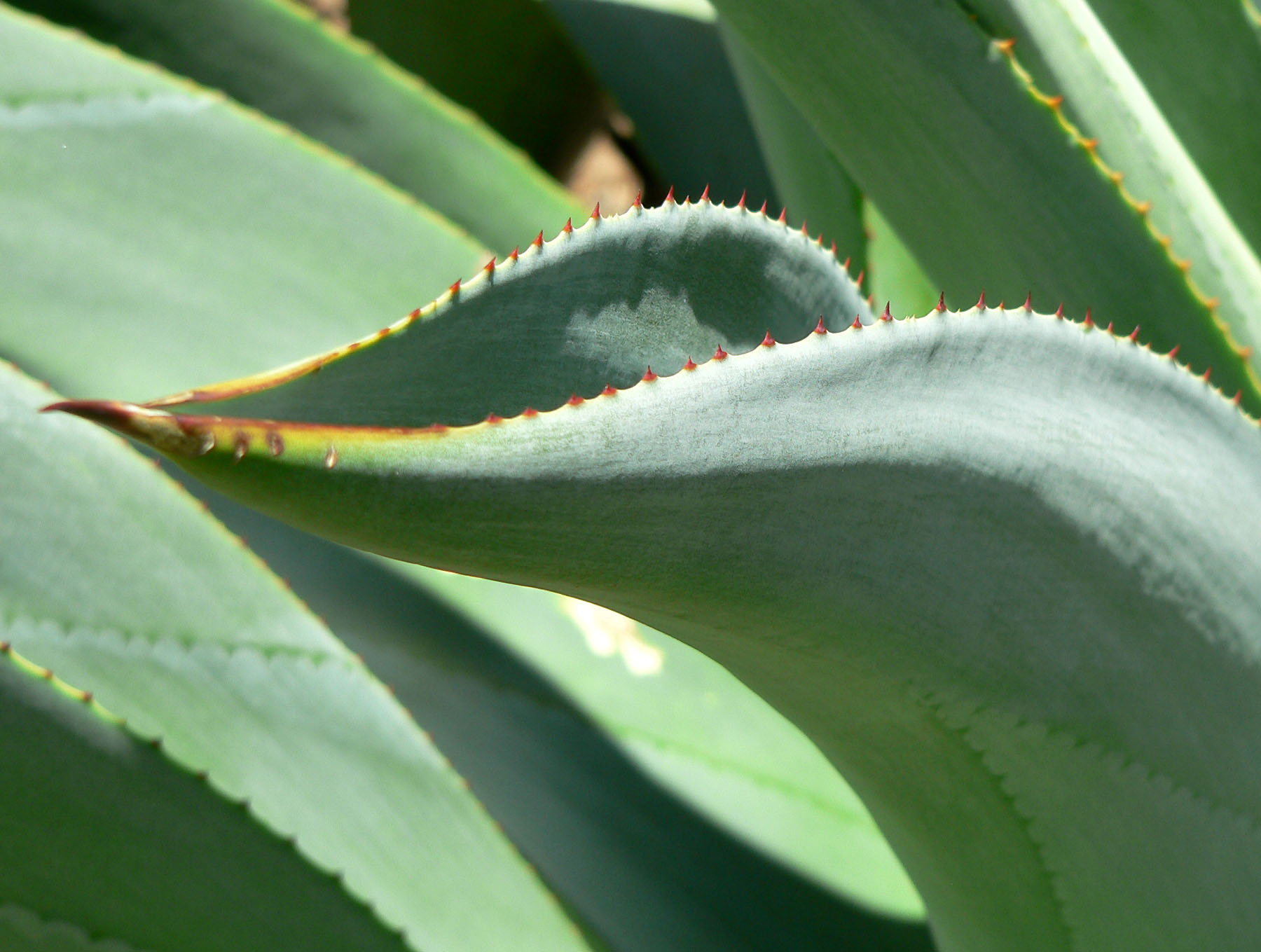
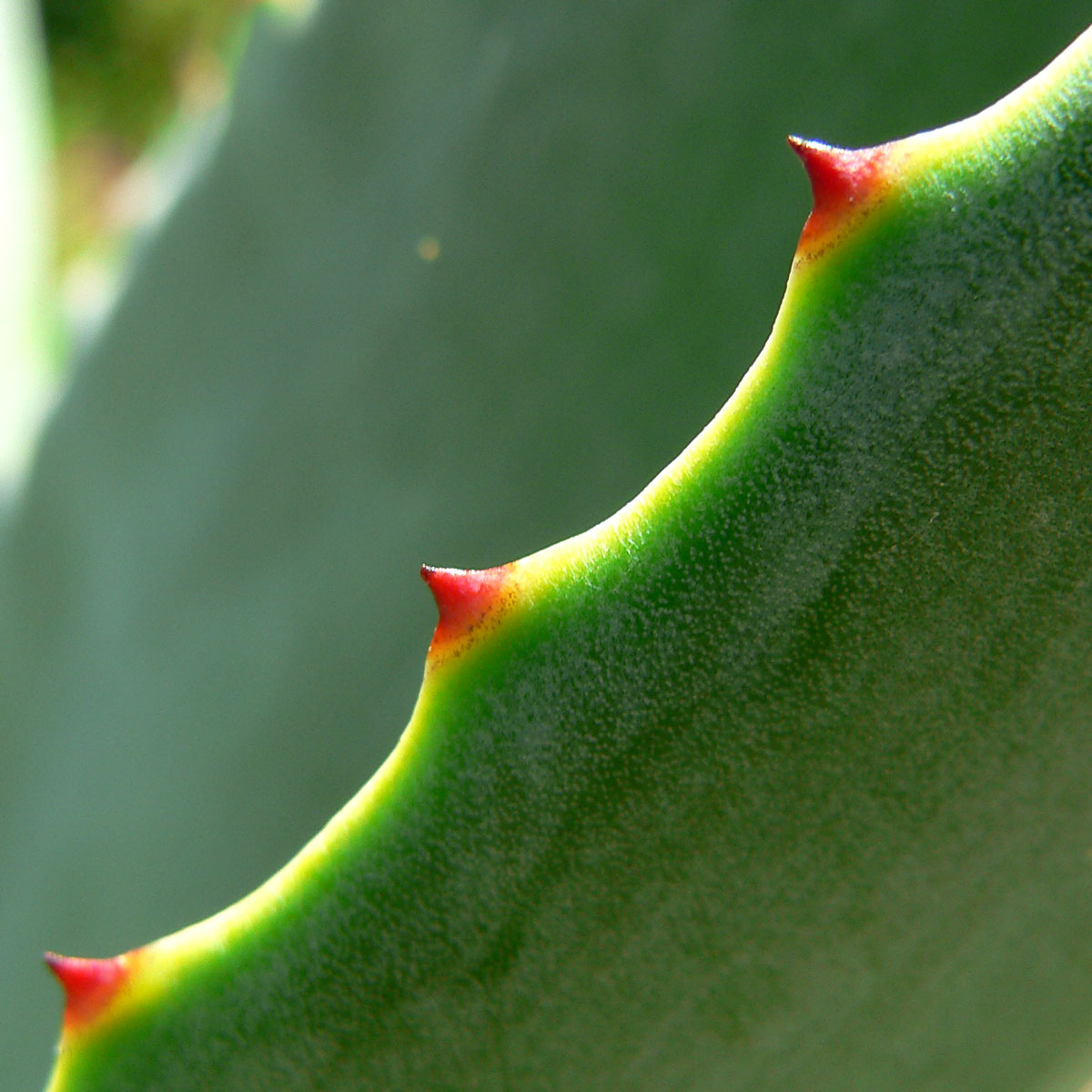
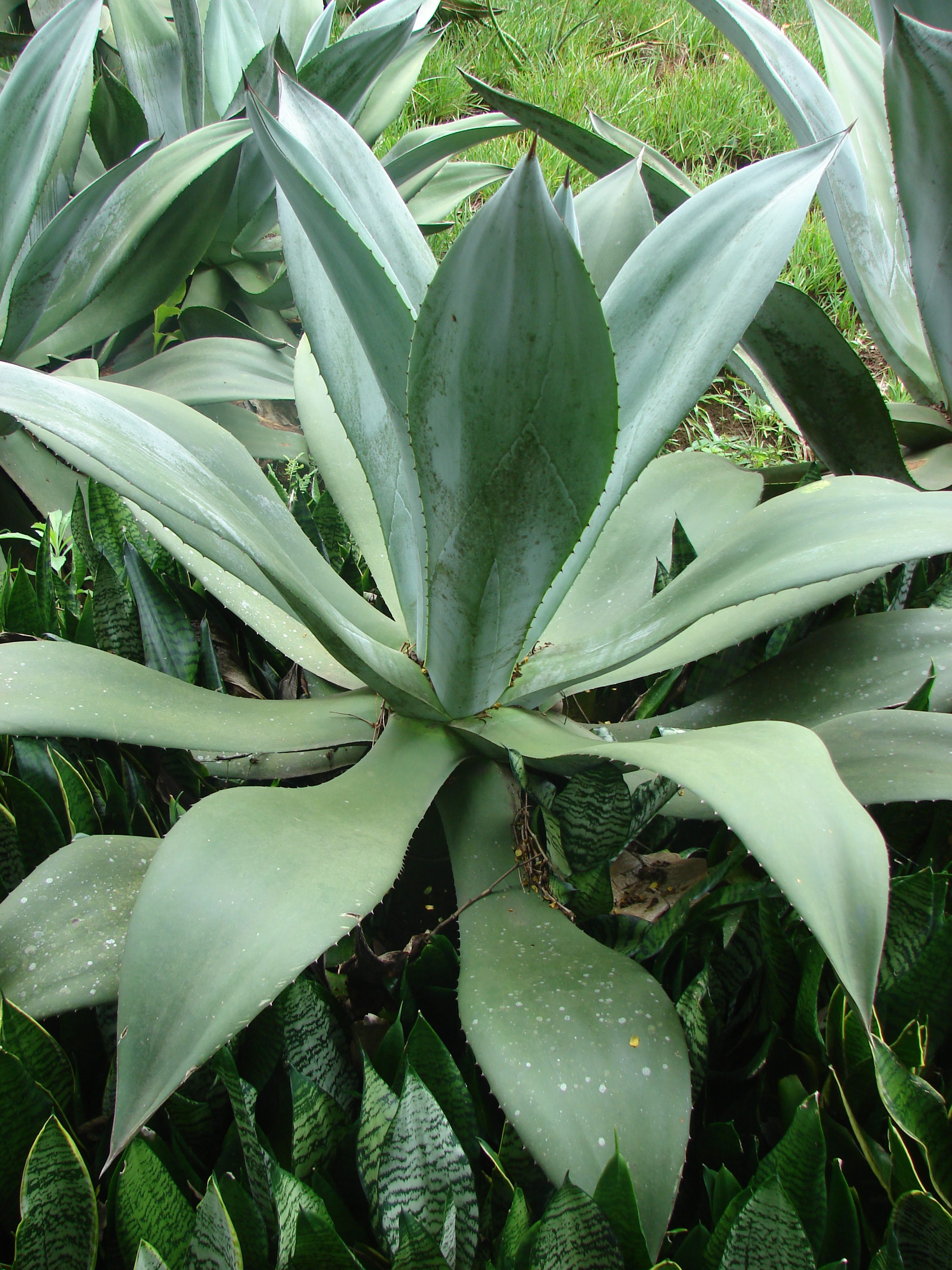